# Nusalala camposina
Nusalala camposina är en insektsart som beskrevs av Navás 1929. Nusalala camposina ingår i släktet Nusalala och familjen florsländor. Inga underarter finns listade i Catalogue of Life.